# Helicopsyche propinqua
Helicopsyche propinqua is een schietmot uit de familie Helicopsychidae. De soort komt voor in het Neotropisch gebied.